# Endertia spectabilis
Endertia spectabilis là một loài thực vật có hoa trong họ Đậu. Loài này được Steenis & de Wit miêu tả khoa học đầu tiên.